# Celano
Celano és una comune italiana de la província de  L'Aquila, regió dels Abruços, amb 10.978 habitants.
Celano limita amb els municipis d'Aielli, Avezzano, Castelvecchio Subequo, Cerchio, Collarmele, Gagliano Aterno, Luco dei Marsi, Ovindoli, Pescina, San Benedetto dei Marsi, Secinaro i Trasacco.
Pertanyen al municipi les frazioni de Borgo Ottomila i Borgo Quattordici.

## Galeria

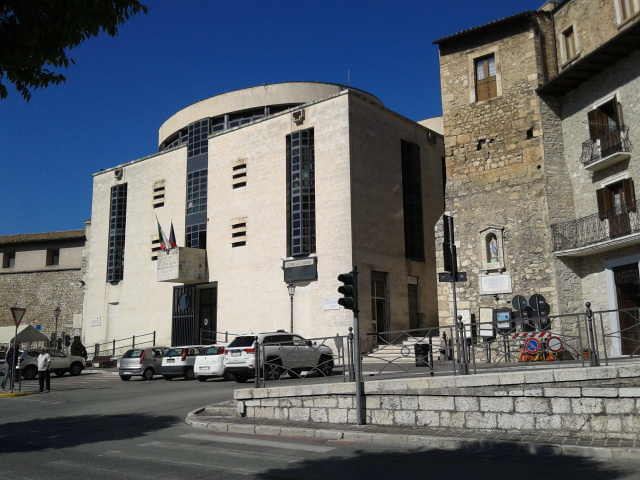
Vista del poble
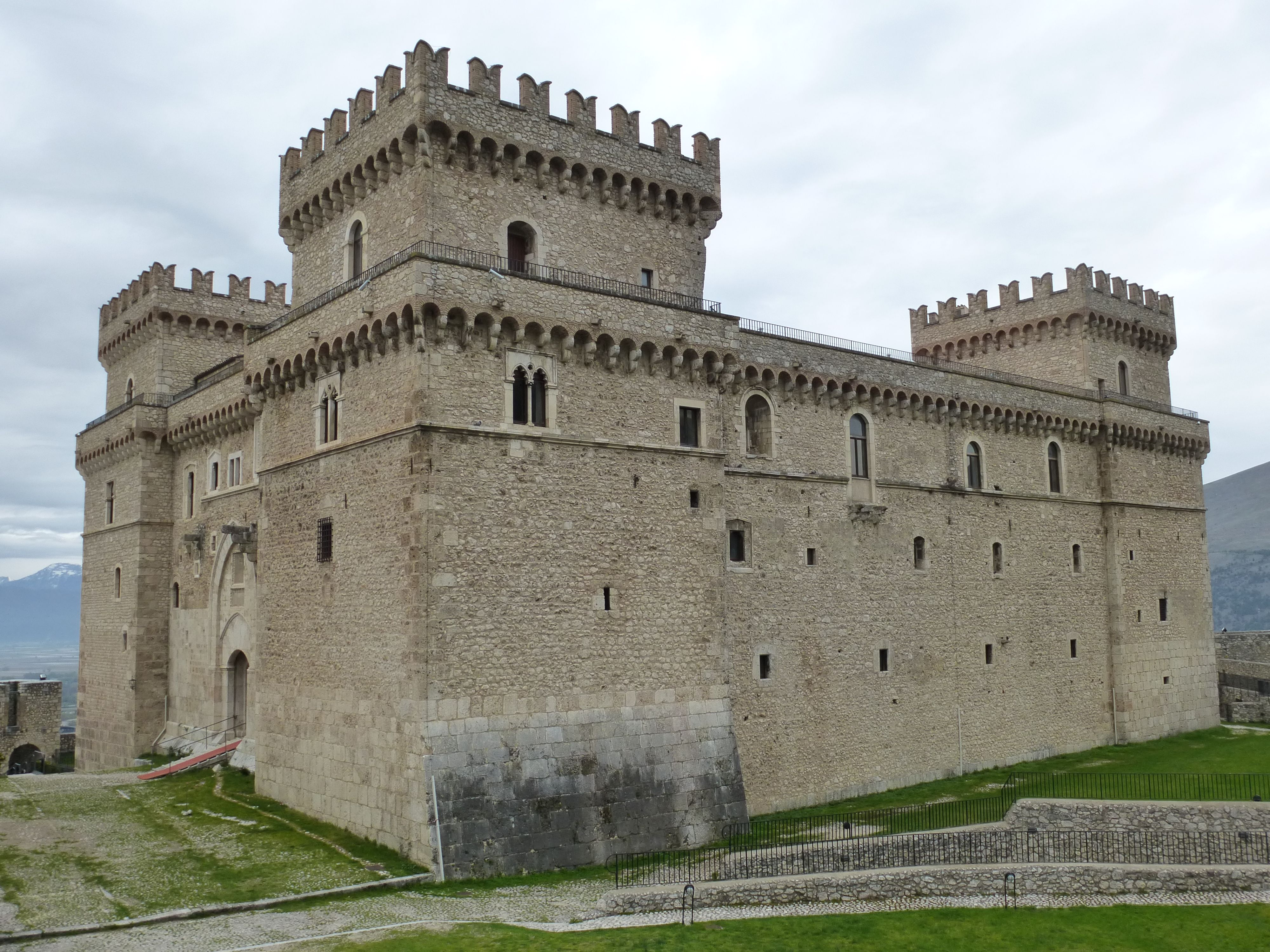
Vista del Castello Piccolomini